# 長絲黑鮡
長絲黑鮡，為輻鰭魚綱鯰形目鮡科的其中一種，為熱帶淡水魚，分布於亞洲伊洛瓦底江、薩爾溫江及怒江流域，體長可達13公分，棲息在大河底中層水域，生活習性不明。

## 扩展阅读
維基物種上的相關：長絲黑鮡